# 하이센스바이오
주식회사 하이센스바이오(영어: Hysensbio)는 시린이와 충치, 치주질환 등 난치성 치과 질환 치료제를 개발하는 기업이다.